# Baumann & Cie, Banquiers
Baumann & Cie, Banquiers ist eine auf die Vermögensverwaltung und Anlageberatung spezialisierte Schweizer Privatbank mit Hauptsitz in Basel.

## Organisation
Baumann & Cie, Banquiers ist in Form einer Kommanditgesellschaft mit drei persönlich, unbeschränkt und solidarisch haftenden Gesellschaftern und einer Kommanditärin organisiert.
Der Tätigkeitsbereich umfasst die Vermögensverwaltung für private und institutionelle Kunden, Beratung in den Bereichen Vorsorge, Steuern, Buchführung, Erbschaft und Nachfolge sowie die Bewirtschaftung eigener Beteiligungen. So hält die Bank unter anderem eine Mehrheitsbeteiligung an der ebenfalls in Basel ansässigen Trafina Privatbank.
Baumann & Cie, Banquiers beschäftigt rund 60 Mitarbeitende an den Standorten Basel, Zürich und Olten. Die Höhe der verwalteten Vermögen ist nicht öffentlich bekannt. Das Jahresergebnis 2024 belief sich auf 19,0 Millionen Schweizer Franken, die ausgewiesenen Eigenmittel betrugen 127,5 Millionen Schweizer Franken. Auch in den vorhergehenden Jahren wies die Bank jeweils einen Gewinn von mehr als 10 Millionen Schweizer Franken aus.

## Geschichte
Das Unternehmen wurde 1920 in Basel als Privatbank Ed. Greutert & Cie gegründet. 1940 folgte die Umbenennung in H. Sturzenegger & Cie, bevor 1984 der heutige Name, Baumann & Cie, Banquiers, angenommen wurde. Im Jahr 2009 wurde die Filiale in Zürich eröffnet, 2016 erfolgte die Expansion nach Olten.